# Велислав Лазаревич
Велислав Лазаревич (босн. Velislav Lazarević, 13 серпня 1918 — ?) — югославський футболіст, що грав на позиції нападника.

## Клубна кар'єра
Грав у складі футбольного клубу «Славія» (Сараєво). У 1940 році став бронзовим призером національної першості. 20 найсильніших команд були поділені на дві групи — сербську і хорватсько-словенську. «Славія» стала третьою у сербській лізі, а потім також посіла третє місце і у фінальному турнірі для шести команд. На рахунку Лазаревича 8 матчів у фінальному турнірі і 2 забитих голи.
Завдяки третьому місцю у чемпіонаті, «Славія» отримала можливість виступити у престижному центральноєвропейському Кубку Мітропи 1940, у якому того року брали участь лише клуби з Угорщини, Югославії і Румунії, через початок Другої світової війни. У чвертьфіналі «Славія» зустрічалась з сильним угорським «Ференцварошем». В домашньому матчі команда з Сараєво сенсаційно перемогла з рахунком 3:0, завдяки двом голам найбільш відомого нападника клубу Милана Райлича і голу Бранко Шаліпура. У матчі-відповіді Лазаревич не грав, а його команда пступилась з рахунком 1:11 і вибула зі змагань.
Після війни виступав у вищому дивізіоні югославського чемпіонату у складі клубів «Желєзнічар» (Сараєво) — 16 матчів і 5 голів у сезоні 1946/47, а також «Сараєво» — 15 матчів і 3 голи у сезоні 1947/48.

## Статистика виступів
| №                      | Розіграш               | Стадія                 | Дата та місце проведення | Команда 1              | Рахунок | Команда 2   | Голи |
| ---------------------- | ---------------------- | ---------------------- | ------------------------ | ---------------------- | ------- | ----------- | ---- |
| 1                      | 1940                   | 1/4                    | 19.06.1940 Сараєво       | Славія (Сараєво)       | 3:0     | Ференцварош |      |
| Всього у кубку Мітропи | Всього у кубку Мітропи | Всього у кубку Мітропи | Всього у кубку Мітропи   | Всього у кубку Мітропи | 1       |             | 0    |

## Трофеї і досягнення
- Бронзовий призер чемпіонату Югославії: 1940